# Radioactive (chanson d'Imagine Dragons)
Pour les articles homonymes, voir Radioactive.
Singles de Imagine Dragons
It's Time
(2012) Hear Me
(2012)
Radioactive est une chanson du groupe de rock américain Imagine Dragons figurant sur leur EP inaugural Continued Silence et plus tard sur leur premier album studio Night Visions en tant que piste d'ouverture. Elle est envoyée pour la première fois sur les radios américaines le 2 avril 2012, et de nouveau le 29 octobre 2012. Au niveau musical, il s'agit d'une chanson de rock alternatif avec des éléments de rock électronique et de dubstep, tandis que les paroles se rapportent à des thèmes révolutionnaires et apocalyptiques.
La chanson a reçu un accueil très positif de la part des critiques, mettant en exergue la production, les paroles et les voix, et la décrivent comme un moment phare de l'album. À la suite de nombreuses rotations sur des publicités, des bandes-annonces (comme celle du jeu vidéo Assassin's Creed III), des séries (Arrow, The 100) et avoir intégré la bande originale du film Les Âmes Vagabondes, la chanson a connu un succès grandissant, atteignant la troisième place du Billboard Hot 100 et restant dans les classements pendant plus d'un an et demi (87 semaines). Il s'agit du premier top 10 pour le groupe, battant également le record de la plus lente ascension vers le top 5. En 2013, elle aura été la troisième chanson la plus vendue aux États-Unis derrière Thrift Shop et Blurred Lines. Le single a atteint la première place en Suède et le top 20 dans plusieurs autres pays dont l'Australie, le Canada, la Nouvelle-Zélande ou encore le Royaume-Uni.
Lors des Grammy Awards 2014, Radioactive a été nommé dans deux catégories : l'enregistrement de l'année et la performance rock de l'année, l'emportant dans cette dernière.

## Reprises
Radioactive a été reprise par :
- Lindsey Stirling et Pentatonix
- Jake Bugg
- Madilyn Bailey
- Within Temptation
- Bullet For My Valentine
- Our Last Night